# ساکرامنتو (فیلم)
ساکرامنتو (به انگلیسی: Sacramento) یک فیلم کمدی جاده‌ای آمریکایی محصول سال ۲۰۲۴ به کارگردانی مایکل آنگارانو که فیلمنامه را با کریس اسمیت نوشته است. بازیگرانی چون آنگارانو، مایکل سرا، کریستن استوارت و مایا ارسکین به ایفای نقش پرداخته‌اند.

## خلاصه داستان
ریکی و گلن یک سفر جاده‌ای بداهه از لس آنجلس به ساکرامنتو انجام می‌دهند.

## ساخت
فیلمبرداری اصلی در لوکیشن ساکرامنتو در بهار ۲۰۲۳ انجام شد. مکان‌های فیلمبرداری شامل فروشگاه بستنی گانتر و خیابان ۳۵ و بلوار فولسوم، و همچنین ساکرامنتو قدیمی، مرکز شهر ساکرامنتو، ساکرامنتو شرقی، و راهرو خیابان R بود.

## انتشار
ساکرامنتو اولین نمایش جهانی خود را در جشنواره ترایبکا در ۸ ژوئن ۲۰۱۴ داشت. قبل از اکران، کمپانی ورتیکال انترتینمنت حقوق پخش فیلم را به دست آورد. این فیلم قرار است در ۱۱ آوریل ۲۰۱۵ در ایالات متحده اکران شود.